# Ulpu Iivari

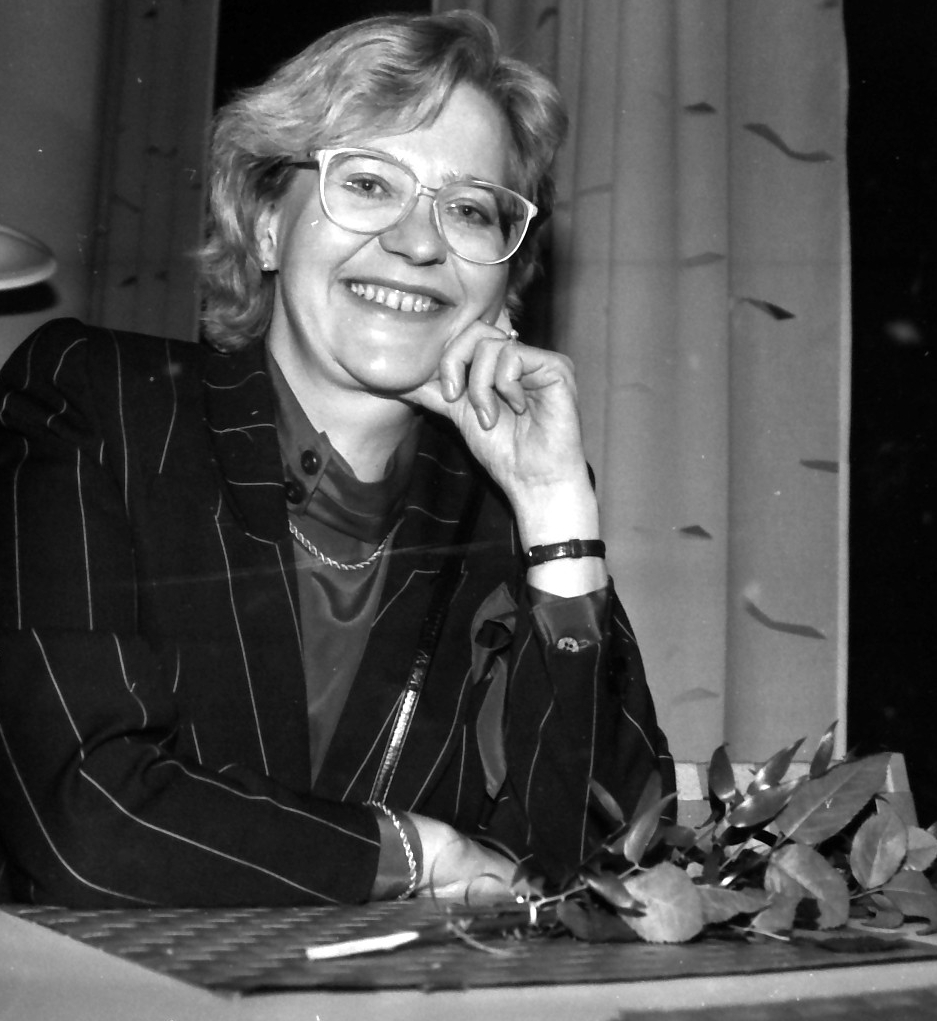
Ulpu Iivari

Ulpu livari (n. 20 martie 1948), este un om politic finlandez, membru al Parlamentului European în perioada 1999-2004 din partea Finlandei.
1. 1 2  Deputații în Parlamentul European
2. ↑  pace.coe.int